# Distrito Municipal de Bighorn n.º 8
Bighorn n.º 8 es un distrito municipal canadiense situado en la provincia de Alberta.

## Superficie
Bighorn n.º 8 tiene una superficie de 2678,8 km².

## Demografía
En 2021, tenía 1598 habitantes, una densidad poblacional de 0,6 hab./km², y 875 viviendas.